# Ricardo Garcia Vilanova
Ricardo Garcia Vilanova (Barcelona, 1971) es un fotoperiodista español especializado en zonas de conflicto y crisis humanitarias. Es conocido por ser el único periodista gráfico que ha estado en Siria desde el inicio del guerra civil, cuando en noviembre de 2011, en el marco de las llamadas primaveras árabes, se infiltró en Jabal al-Zawiya, en la provincia de Idlib, y asistió a las primeras manifestaciones contra el régimen de Bashar al-Asad. 
Ricard Garcia Vilanova trabaja a la vez con una cámara fotográfica y una de vídeo. Sus fotografías han sido publicadas en medios como Life, Newsweek, Time, The New York Times, The Washington Post, The Wall Street Journal, Le Monde, Liberation, Paris Match, The Guardian, The Times, Die Welt, Der Spiegel, Stern entre muchos otros. Como videoperiodista freelance ha trabajado con medios como la CNN, BBC, France24, Aljazeera, Channel 4, VICE, PBS o Euronews.
También ha colaborado con diversas organizaciones internacionales, entre las que destacan las Naciones Unidas, el Comité Internacional de la Cruz Roja, Médicos Sin Fronteras y Human Rights Watch. 

## Biografía
Estudió fotografía en la Universidad Politécnica de Cataluña. También estudió imagen y sonido en la Escuela de Medios Audiovisuales de Barcelona (EMAV). Se inició como periodista independiente en África, trabajando para ONGs. En Afganistán conoció a James Wellford, editor de la revista Newsweek. Welford le abrió las puertas otros medios internacionales, como el Wall Street Journal, donde ha publicado fotos en portada.
Durante la guerra civil libia, Ricard Garcia Vilanova hizo, junto con Alberto Arce, su primer documental, Misrata, vencer o morir (2011), ganador del premio Rory Peck. Desde ese momento ha combinado vídeo y fotografía mediante un invento adaptado que le permite sujetar las dos cámaras a la vez.
El octubre del 2011 llegó a Siria y siguió el conflicto desde las primeras protestas populares hasta marzo de 2014. Durante la Guerra civil siria, el 16 de septiembre de 2013, fue secuestrado junto con el periodista Javier Espinosa en el control fronterizo de Tal Abiad, en la gobernación de Ar-Raqá, por Estado Islámico cuando intentaban abandonar Siria después de dos semanas cubriendo el conflicto. El 4 de octubre del mismo año también había sido capturado en Siria el reportero Marc Marginedas. Junto con Marginedas y Espinosa, recibió el premio Internacional de Periodismo Manuel Vázquez Montalbán 2013 y el X Premio José Couso de Libertad de Prensa. El 2015 asistió a la internacionalización de la guerra siria, desde los territorios curdos en Siria e Irak.
El 2015 se inauguró la exposición Ricard Garcia Vilanova, llampades en la oscuridad en el centro cultural de La Virreina, en Barcelona, comisariada por Ricard Mas Peinado.

## Premios y reconocimientos
- 2010 - Wall Street Journal lo presentó como candidato al Premio Pulitzer
- 2012 - Premio Rory Peck de destacados
- 2013 - Medalla de Oro Px3, el premio Internacional de Fotografía de guerra/conflicto, el Pictures of the Year (POY) y el premio Bayeux-Calvados de corresponsales de guerra en la categoría de fotografía
- 2014 - Premio Internacional Miguel Gil Moreno; el premio José Couso de libertad de prensa;[4] el premio Club Internacional de Prensa; el premio Internacional de Periodismo Manuel Vázquez Montalbán y el 2015 el premio Internacional de Periodismo Mika Yamamoto